# Maunu (Zweden)
Maunu, Samisch: Mavdna, is een dorp met amper tien inwoners in de gemeente Kiruna. Maunu ligt aan de Könkämä, die hier de grens vormt tussen Zweden en Finland, op ongeveer 325 meter boven zeeniveau en op 95 km ten zuidoosten van Treriksröset, het drielandenpunt met ook nog Noorwegen. Aan de overkant ligt het nog kleinere Finse Maunu. De dichtstbijzijnde plaats is Karesuando.
Maunu is alleen met een omweg over de weg te bereiken, de meest noordelijke van Zweden, maar aan de overkant van de Könkämä, dus in Finland, ligt op minder dan een kilometer de Europese weg 8. Er gaat in Maunu geen brug over de Könkämä.
Bestuurscentrum: Kiruna (Tätort)
Tätort: Jukkasjärvi · Karesuando · Kuttainen · Övre Soppero · Svappavaara · Vittangi
Småort: Abisko · Idivuoma · Kauppinen · Kurravaara · Lannavaara · Laxforsen · Masugnsbyn · Mertajärvi · Närvä · Paksuniemi · Piksinranta · Saivomuotka
Overig: Alalahti · Alttajärvi · Årosjåkk · Björkliden · Holmajärvi · Jänkänalusta · Kaalasjärvi · Kalixfors · Kattuvuoma · Käyrävuopio · Krokvik · Kuoksu · Lainio · Laukkusluspa · Luongaslompolo · Maunu · Merasjärvi · Nedre Soppero · Nurmasuanto · Paittasjärvi · Parakka · Piilijärvi · Pirttivuopio · Poikkijärvi · Puoltsa · Rautas · Rensjön · Salmi · Silkkimuotka · Stenbacken · Suijajärvi · Torneträsk · Tuolluvaara · Vassijaure · Viikusjärvi · Vittangi · Vivungi